# Ángel María Carvajal y Téllez Girón
Ángel María Carvajal y Téllez Girón (Madrid, 1815-Madrid, 1890) fue un político español, duque de Abrantes.

## Biografía
Nacido el 19 de noviembre de 1815 en Madrid, heredó el ducado de Abrantes, con grandeza de España de primera clase. Fue diputado en varias ocasiones durante el reinado de Isabel II, además de senador electivo por Granada y Ávila de 1837 a 1843, senador vitalicio de 1845 a 1868, senador electivo de 1871 a 1873 y en 1876, y desde 1877 por derecho propio. Fue secretario del Senado entre 1846 y 1847 y en 1859, además de gentilhombre de cámara con ejercicio, maestrante de la de Sevilla, gran cruz y collar de la Orden de Carlos III, gran cruz de la Orden de la Concepción de Villaviciosa y gran cruz de la Orden de los Santos Mauricio y Lázaro de Italia. Militó siempre en partidos conservadores. Falleció en Madrid el 3 de enero de 1890 y fue sepultado en un panteón familiar de la capilla de Santa Ana de la catedral de Burgos.